# عربستان جنوبی
عربستان جنوبی (به عربی: جنوب الجزیرة العربیة) منطقه‌ای تاریخی است که از ناحیه جنوبی شبه جزیره عربستان در غرب آسیا تشکیل شده است که عمدتاً در جمهوری فعلی یمن متمرکز است، اما از نظر تاریخی شامل نجران، جازان، باحه و عسیر نیز می‌شود که در حال حاضر هستند. در عربستان سعودی و ظفار در عمان کنونی.
در عربستان جنوبی مردمانی زندگی می‌کنند که دارای قرابت‌های زبانی و قومی متمایز و همچنین سنت‌ها و فرهنگ هستند و از مرزهای سیاسی اخیر فراتر می‌روند. دو گروه زبانی بومی وجود دارد: زبان‌های عربی جنوبی که اکنون منقرض شده‌اند و زبان‌های نوین عربی جنوبی که هر دو عضو خانواده سامی هستند.

## گذشته
سه هزار سال پیش چندین دولت منطقهٔ عربستان جنوبی را اشغال کردند، پادشاهی معین، قتبان، سبایی‌ها و غیره. از جمله رویدادهای شناخته شدهٔ این منطقه می‌توان به سد مأرب، راه کندر و پادشاهی افسانه ای بلقیس اشاره کرد. دو هزار سال پیش حمیر فرمانروای این منطقه شد و برای چندصد سال این منطقه را در اختیار داشت. پس از او، امپراتوری اکسوم اتیوپی در سده‌های ۳ و ۴ میلادی به این منطقه یورش برد سپس شاه کالب در سال ۵۲۰ میلادی و پس از آنها شاهنشاهی ساسانی از ایران در سال ۵۷۵ میلادی این منطقه را تا دریا از آن خود کرد. نیم قرن پس از آن در سال ۶۲۸ میلادی کل منطقه مسلمان شد.